# Tetramorium
Tetramorium es un género de hormigas en la subfamilia Myrmicinae que incluye más de 520 especies.
Tetramorium  fue descrita por primera vez en la misma publicación que Monomorium.

## Descripción
Las obreras de la mayoría de las especies tienen un clípeo estriado, un aguijón, mandíbulas con 3 o 4 dientes, y las antenas con 11 o 12 segmentos o con las mazas de 3 segmentos en las puntas.  El género se divide en varios grupos de especies definidas por varios caracteres.

## Distribución
La mayoría de las especies se distribuyen en las regiones orientales y afrotropical. Diez especies han sido registradas en Japón. La hormiga del pavimento, T. caespitum, es originaria de Europa y fue probablemente introducido en América del Norte a partir del siglo XVIII.

## Biología
La mayoría de las especies anidan en el suelo, en madera en descomposición o en la hojarasca. Algunas viven en los árboles o en nidos de termitas.

## Especies
| - Tetramorium aculeatum (Mayr, 1866) - Tetramorium adelphon Bolton, 1979 - Tetramorium adpressum (Bolton, 1976) - Tetramorium aegeum Radchenko, 1992 - Tetramorium africanum (Mayr, 1866) - Tetramorium agile Arnold, 1960 - Tetramorium agnum (Santschi, 1935) - Tetramorium akermani Arnold, 1926 - Tetramorium altivagans Santschi, 1914 - Tetramorium amalae Sharaf & Aldawood, 2012 - Tetramorium amatongae Bolton, 1980 - Tetramorium amaurum Bolton, 1980 - Tetramorium amentete Bolton, 1980 - Tetramorium amissum Bolton, 1980 - Tetramorium amium Forel, 1912 - Tetramorium andrei Forel, 1892 - Tetramorium andrynicum Bolton, 1977 - Tetramorium angulinode Santschi, 1910 - Tetramorium anodontion Bolton, 1979 - Tetramorium antennatum (Mann, 1919) - Tetramorium antipodum Wheeler, 1927 - Tetramorium antrema (Bolton, 1976) - Tetramorium anxium Santschi, 1914 - Tetramorium aptum Bolton, 1977 - Tetramorium argenteopilosum Arnold, 1926 - Tetramorium armatum Santschi, 1927 - Tetramorium arnoldi (Forel, 1913) - Tetramorium arzi Thome, 1969 - Tetramorium asetyum Bolton, 1980 - Tetramorium aspersum (Smith, 1865) - Tetramorium ataxium Bolton, 1980 - Tetramorium avium Bolton, 1980 - Tetramorium banyulense Bernard, 1983 - Tetramorium barbigerum Bolton, 1980 - Tetramorium barryi Mathew, 1981 - Tetramorium basum Bolton, 1977 - Tetramorium baufra (Bolton, 1976) - Tetramorium belgaense Forel, 1902 - Tetramorium bellicosum Bolton, 1980 - Tetramorium bequaerti Forel, 1913 - Tetramorium berbiculum Bolton, 1980 - Tetramorium bessonii Forel, 1891 - Tetramorium bevisi Arnold, 1958 - Tetramorium bicarinatum (Nylander, 1846) - Tetramorium bicolor Viehmeyer, 1914 - Tetramorium biskrense Forel, 1904 - Tetramorium bothae Forel, 1910 - Tetramorium brevicorne Bondroit, 1918 - Tetramorium brevidentatum (Kutter, 1932) - Tetramorium brevispinosum (Stitz, 1910) - Tetramorium browni Bolton, 1980 - Tetramorium bulawayense Forel, 1913 - Tetramorium bursakovi Radchenko, 1992 - Tetramorium buthrum Bolton, 1980 - Tetramorium caespitum (Linnaeus, 1758) - Tetramorium caldarium (Roger, 1857) - Tetramorium calidum Forel, 1907 - Tetramorium calinum Bolton, 1980 - Tetramorium camerunense Mayr, 1895 - Tetramorium candidum Bolton, 1980 - Tetramorium capense Mayr, 1865 - Tetramorium capillosum Bolton, 1980 - Tetramorium capitale (McAreavey, 1949) - Tetramorium carinatum (Smith, 1859) - Tetramorium centum Bolton, 1977 - Tetramorium chapmani Bolton, 1977 - Tetramorium chefteki Forel, 1911 - Tetramorium chepocha (Bolton, 1976) - Tetramorium chloe (Santschi, 1920) - Tetramorium christiei Forel, 1902 - Tetramorium ciliatum Bolton, 1977 - Tetramorium clunum Forel, 1913 - Tetramorium cognatum Bolton, 1979 - Tetramorium coillum Bolton, 1979 - Tetramorium coloreum Mayr, 1901 - Tetramorium concaviceps Bursakov, 1984 - Tetramorium confine Radchenko & Arakelian, 1990 - Tetramorium confusum Bolton, 1977 - Tetramorium constanciae Arnold, 1917 - Tetramorium convexum Bolton, 1980 - Tetramorium coonoorense Forel, 1902 - Tetramorium crepum Wang & Wu, 1988 - Tetramorium cristatum Stitz, 1910 - Tetramorium crypticum (Bolton, 1976) - Tetramorium cuneinode Bolton, 1977 - Tetramorium curtulum Emery, 1895 - Tetramorium curvispinosum Mayr, 1897 - Tetramorium cynicum Bolton, 1977 - Tetramorium davidi Forel, 1911 - Tetramorium decamerum (Forel, 1902) - Tetramorium deceptum Bolton, 1977 - Tetramorium dedefra (Bolton, 1976) - Tetramorium degener Santschi, 1911 - Tetramorium delagoense Forel, 1894 - Tetramorium densopilosum Radchenko & Arakelian, 1990 - Tetramorium depressiceps Menozzi, 1933 - Tetramorium desertorum (Forel, 1910) - Tetramorium dichroum Santschi, 1932 - Tetramorium difficile Bolton, 1977 - Tetramorium diligens (Smith, 1865) - Tetramorium diomandei Bolton, 1980 - Tetramorium distinctum (Bolton, 1976) - Tetramorium do Forel, 1914 - Tetramorium dogieli Karavaiev, 1931 - Tetramorium dolichosum Bolton, 1980 - Tetramorium dominum Bolton, 1980 - Tetramorium doriae Emery, 1881 - Tetramorium dumezi Menozzi, 1942 - Tetramorium dysalum Bolton, 1979 - Tetramorium dysderke Bolton, 1980 - Tetramorium edouardi Forel, 1894 - Tetramorium eleates Forel, 1913 - Tetramorium electrum Bolton, 1979 - Tetramorium elidisum Bolton, 1980 - Tetramorium elisabethae Forel, 1904 - Tetramorium emeryi Mayr, 1901 - Tetramorium eminii (Forel, 1894) - Tetramorium erectum Emery, 1895 - Tetramorium ericae Arnold, 1917 - Tetramorium etiolatum Bolton, 1977 - Tetramorium exasperatum Emery, 1891 - Tetramorium fergusoni Forel, 1902 - Tetramorium ferox Ruzsky, 1903 - Tetramorium feroxoide Dlussky & Zabelin, 1985 - Tetramorium fezzanense Bernard, 1948 - Tetramorium flabellum Bolton, 1980 - Tetramorium flagellatum Bolton, 1977 - Tetramorium flaviceps Arnold, 1960 - Tetramorium flavipes Emery, 1893 - Tetramorium flavithorax (Santschi, 1914) - Tetramorium forte Forel, 1904 - Tetramorium frenchi Forel, 1914 - Tetramorium frigidum Arnold, 1926 - Tetramorium fulviceps (Emery, 1897) - Tetramorium furtivum (Arnold, 1956) - Tetramorium fuscipes (Viehmeyer, 1925) - Tetramorium gabonense (Andre, 1892) - Tetramorium galoasanum Santschi, 1910 - Tetramorium gambogecum (Donisthorpe, 1941) - Tetramorium gazense Arnold, 1958 - Tetramorium gegaimi Forel, 1916 - Tetramorium geminatum Bolton, 1980 - Tetramorium gestroi (Menozzi, 1933) - Tetramorium ghindanum Forel, 1910 - Tetramorium glabratum Stitz, 1923 - Tetramorium gladstonei Forel, 1913 - Tetramorium goniommoide Poldi, 1979 - Tetramorium gracile Forel, 1894 - Tetramorium grandinode Santschi, 1913 - Tetramorium granulatum Bolton, 1980 - Tetramorium grassii Emery, 1895 - Tetramorium guineense (Bernard, 1953) - Tetramorium hapale Bolton, 1980 - Tetramorium hippocrate Agosti & Collingwood, 1987 - Tetramorium hispidum (Wheeler, 1915) - Tetramorium hortorum Arnold, 1958 - Tetramorium humbloti Forel, 1891 - Tetramorium hungaricum Röszler, 1935 - Tetramorium ibycterum Bolton, 1979 - Tetramorium ictidum Bolton, 1980 - Tetramorium imbelle (Emery, 1915) - Tetramorium impressum (Viehmeyer, 1925) - Tetramorium impurum (Foerster, 1850) - Tetramorium incruentatum Arnold, 1926 - Tetramorium indicum Forel, 1913 - Tetramorium indosinense Wheeler, 1927 - Tetramorium inerme Mayr, 1877 - Tetramorium inezulae (Forel, 1914) - Tetramorium infraspinosum Karavaiev, 1935 - Tetramorium infraspinum Forel, 1905 - Tetramorium inglebyi Forel, 1902 - Tetramorium insolens (Smith, 1861) - Tetramorium intextum Santschi, 1914 - Tetramorium intonsum Bolton, 1980 - Tetramorium invictum Bolton, 1980 - Tetramorium isectum Bolton, 1979 - Tetramorium isipingense Forel, 1914 - Tetramorium jauresi Forel, 1914 - Tetramorium jejunum Arnold, 1926 - Tetramorium jiangxiense Wang & Xiao, 1988 - Tetramorium jizane Collingwood, 1985 - Tetramorium jordani Santschi, 1937 - Tetramorium juba Collingwood, 1985 - Tetramorium jugatum Bolton, 1980 - Tetramorium kabulistanicum Pisarski, 1967 - Tetramorium karakalense Dlussky & Zabelin, 1985 - Tetramorium katypum (Bolton, 1976) - Tetramorium kelleri Forel, 1887 - Tetramorium kestrum Bolton, 1980 - Tetramorium kheperra (Bolton, 1976) - Tetramorium khnum Bolton, 1977 - Tetramorium khyarum Bolton, 1980 - Tetramorium kisilkumense Dlussky, 1990 - Tetramorium kraepelini Forel, 1905 - Tetramorium krynitum Bolton, 1980 - Tetramorium kydelphon Bolton, 1979 - Tetramorium laevithorax Emery, 1895 - Tetramorium lanuginosum Mayr, 1870 - Tetramorium laparum Bolton, 1977 - Tetramorium laticephalum Bolton, 1977 - Tetramorium latreillei Forel, 1895 - Tetramorium legone Bolton, 1980 - Tetramorium lobulicorne Santschi, 1916 - Tetramorium longicorne Forel, 1907 - Tetramorium longoi Forel, 1915 - Tetramorium lucayanum Wheeler, 1905 - Tetramorium lucidulum Menozzi, 1933 - Tetramorium luteipes Santschi, 1910 | - Tetramorium luteolum Arnold, 1926 - Tetramorium magnificum Bolton, 1980 - Tetramorium mai Wang, 1993 - Tetramorium manni Bolton, 1985 - Tetramorium marginatum Forel, 1895 - Tetramorium matopoense Arnold, 1926 - Tetramorium maurum Santschi, 1918 - Tetramorium mayri (Mann, 1919) - Tetramorium megalops Bolton, 1977 - Tetramorium melanogyna Mann, 1919 - Tetramorium menkaura (Bolton, 1976) - Tetramorium meressei Forel, 1916 - Tetramorium meridionale Emery, 1870 - Tetramorium meshena Bolton, 1976 - Tetramorium metactum Bolton, 1980 - Tetramorium mexicanum Bolton, 1979 - Tetramorium microgyna Santschi, 1918 - Tetramorium microps (Mayr, 1901) - Tetramorium minimum (Bolton, 1976) - Tetramorium minusculum (Santschi, 1914) - Tetramorium miserabile Santschi, 1918 - Tetramorium mixtum Forel, 1902 - Tetramorium monardi (Santschi, 1937) - Tetramorium mossamedense Forel, 1901 - Tetramorium muralti Forel, 1910 - Tetramorium muscorum Arnold, 1926 - Tetramorium mutatum Bolton, 1985 - Tetramorium myops Bolton, 1977 - Tetramorium nacta (Bolton, 1976) - Tetramorium naganum Bolton, 1979 - Tetramorium nautarum Santschi, 1918 - Tetramorium navum Bolton, 1977 - Tetramorium nefassitense Forel, 1910 - Tetramorium nigrum Forel, 1907 - Tetramorium nipponense Wheeler, 1928 - Tetramorium nitidissimum Pisarski, 1967 - Tetramorium nodiferum (Emery, 1901) - Tetramorium noratum Bolton, 1977 - Tetramorium notiale Bolton, 1980 - Tetramorium nube Weber, 1943 - Tetramorium nursei Bingham, 1903 - Tetramorium obesum Andre, 1887 - Tetramorium obtusidens Viehmeyer, 1916 - Tetramorium occidentale (Santschi, 1916) - Tetramorium ocothrum Bolton, 1979 - Tetramorium oculatum Forel, 1913 - Tetramorium ornatum Emery, 1897 - Tetramorium osiris (Bolton, 1976) - Tetramorium pacificum Mayr, 1870 - Tetramorium palaense Bolton, 1979 - Tetramorium parasiticum Bolton, 1980 - Tetramorium parvispinum (Emery, 1893) - Tetramorium parvum Bolton, 1977 - Tetramorium pauper Forel, 1907 - Tetramorium peringueyi Arnold, 1926 - Tetramorium perlongum Santschi, 1923 - Tetramorium persignatum Bolton, 1995 - Tetramorium petersi Forel, 1910 - Tetramorium peutli Forel, 1916 - Tetramorium phasias Forel, 1914 - Tetramorium pialtum Bolton, 1980 - Tetramorium pilosum Emery, 1893 - Tetramorium pinnipilum Bolton, 1980 - Tetramorium placidum Bolton, 1979 - Tetramorium platynode Bolton, 1980 - Tetramorium pleganon Bolton, 1979 - Tetramorium plesiarum Bolton, 1979 - Tetramorium plumosum Bolton, 1980 - Tetramorium pnyxis Bolton, 1976 - Tetramorium pogonion Bolton, 1980 - Tetramorium politum Emery, 1897 - Tetramorium postpetiolatum Santschi, 1919 - Tetramorium poweri Forel, 1914 - Tetramorium praetextum Bolton, 1980 - Tetramorium proximum Bolton, 1979 - Tetramorium psymanum Bolton, 1980 - Tetramorium pulchellum Emery, 1897 - Tetramorium pulcherrimum (Donisthorpe, 1945) - Tetramorium pullulum Santschi, 1924 - Tetramorium punctiventre Emery, 1887 - Tetramorium punicum (Smith, 1861) - Tetramorium pusillum Emery, 1895 - Tetramorium pylacum Bolton, 1980 - Tetramorium pyrenaeicum Roeszler, 1937 - Tetramorium quadridentatum Stitz, 1910 - Tetramorium quadrispinosum Emery, 1886 - Tetramorium qualarum Bolton, 1980 - Tetramorium quasirum Bolton, 1979 - Tetramorium ranarum Forel, 1895 - Tetramorium regulare Bolton, 1980 - Tetramorium rekhefe Bolton, 1979 - Tetramorium repentinum Arnold, 1926 - Tetramorium repletum Wang & Xiao, 1988 - Tetramorium reptana Bolton, 1976 - Tetramorium reticuligerum Bursakov, 1984 - Tetramorium rhetidum Bolton, 1980 - Tetramorium rigidum Bolton, 1977 - Tetramorium rimytyum Bolton, 1980 - Tetramorium rinatum Bolton, 1977 - Tetramorium robustior Forel, 1892 - Tetramorium rogatum Bolton, 1980 - Tetramorium rossi (Bolton, 1976) - Tetramorium rothschildi (Forel, 1907) - Tetramorium rotundatum (Santschi, 1924) - Tetramorium rufescens (Stitz, 1923) - Tetramorium rugigaster Bolton, 1977 - Tetramorium ruginode Stitz, 1917 - Tetramorium saginatum Bolton, 1980 - Tetramorium sahlbergi Finzi, 1936 - Tetramorium salomo Mann, 1919 - Tetramorium salvatum Forel, 1902 - Tetramorium scabrosum (Smith, 1859) - Tetramorium schaufussii Forel, 1891 - Tetramorium schmidti Forel, 1904 - Tetramorium schneideri Emery, 1898 - Tetramorium schoutedeni Santschi, 1924 - Tetramorium sculptatum Bolton, 1977 - Tetramorium scytalum Bolton, 1979 - Tetramorium semilaeve Andre, 1883 - Tetramorium semireticulatum Arnold, 1917 - Tetramorium seneb Bolton, 1977 - Tetramorium sepositum Santschi, 1918 - Tetramorium sepultum Bolton, 1980 - Tetramorium sericeiventre Emery, 1877 - Tetramorium sericeum Arnold, 1926 - Tetramorium setigerum Mayr, 1901 - Tetramorium setuliferum Emery, 1895 - Tetramorium severini (Emery, 1895) - Tetramorium shensiense Bolton, 1977 - Tetramorium shilohense Forel, 1913 - Tetramorium sigillum Bolton, 1980 - Tetramorium signatum Emery, 1895 - Tetramorium sikorae Forel, 1892 - Tetramorium simillimum (Smith, 1851) - Tetramorium simulator Arnold, 1917 - Tetramorium sitefrum Bolton, 1980 - Tetramorium sjostedti Forel, 1915 - Tetramorium smithi Mayr, 1879 - Tetramorium solidum Emery, 1886 - Tetramorium somniculosum Arnold, 1926 - Tetramorium spininode Bolton, 1977 - Tetramorium spinosum (Pergande, 1896) - Tetramorium splendens Ruzsky, 1902 - Tetramorium splendidior (Viehmeyer, 1925) - Tetramorium squaminode Santschi, 1911 - Tetramorium steinheili Forel, 1892 - Tetramorium striativentre Mayr, 1877 - Tetramorium strictum Bolton, 1977 - Tetramorium striolatum Viehmeyer, 1914 - Tetramorium subcoecum Forel, 1907 - Tetramorium sudanense (Weber, 1943) - Tetramorium surrogatum Bolton, 1985 - Tetramorium syriacum Emery, 1922 - Tetramorium tabarum Bolton, 1980 - Tetramorium talpa (Bolton, 1976) - Tetramorium tanakai Bolton, 1977 - Tetramorium tantillum Bolton, 1979 - Tetramorium taueret Bolton, 1995 - Tetramorium taylori Bolton, 1985 - Tetramorium tenebrosum Arnold, 1926 - Tetramorium tenuicrine (Emery, 1914) - Tetramorium termitobium Emery, 1908 - Tetramorium tersum Santschi, 1911 - Tetramorium thalidum Bolton, 1977 - Tetramorium thoth (Bolton, 1976) - Tetramorium titus Forel, 1910 - Tetramorium tonganum Mayr, 1870 - Tetramorium tortuosum Roger, 1863 - Tetramorium tosii Emery, 1899 - Tetramorium traegaordhi Santschi, 1914 - Tetramorium transversarium Roger, 1863 - Tetramorium tricarinatum Viehmeyer, 1914 - Tetramorium trimeni (Emery, 1895) - Tetramorium tsushimae Emery, 1925 - Tetramorium turcomanicum Santschi, 1921 - Tetramorium turneri Forel, 1902 - Tetramorium tychadion Bolton, 1980 - Tetramorium tylinum Bolton, 1977 - Tetramorium typhlops Bolton, 1980 - Tetramorium ubangense Santschi, 1937 - Tetramorium umtaliense Arnold, 1926 - Tetramorium unicum Bolton, 1980 - Tetramorium urbanii Bolton, 1977 - Tetramorium validiusculum Emery, 1897 - Tetramorium vandalum Bolton, 1977 - Tetramorium vernicosum Radchenko, 1992 - Tetramorium versiculum Bolton, 1980 - Tetramorium vertigum Bolton, 1977 - Tetramorium vexator Arnold, 1926 - Tetramorium viehmeyeri Forel, 1907 - Tetramorium viticola Weber, 1943 - Tetramorium vombis (Bolton, 1976) - Tetramorium wadje Bolton, 1980 - Tetramorium wagneri Viehmeyer, 1914 - Tetramorium walshi (Forel, 1890) - Tetramorium warreni Arnold, 1926 - Tetramorium weitzeckeri Emery, 1895 - Tetramorium xanthogaster Santschi, 1911 - Tetramorium xuthum Bolton, 1980 - Tetramorium yarthiellum Bolton, 1976 - Tetramorium yerburyi Forel, 1902 - Tetramorium youngi Bolton, 1980 - Tetramorium zahrae Santschi, 1923 - Tetramorium zambezium Santschi, 1939 - Tetramorium zapyrum Bolton, 1980 - Tetramorium zenatum Bolton, 1979 - Tetramorium zonacaciae (Weber, 1943) - Tetramorium zypidum Bolton, 1977 |

## Galería

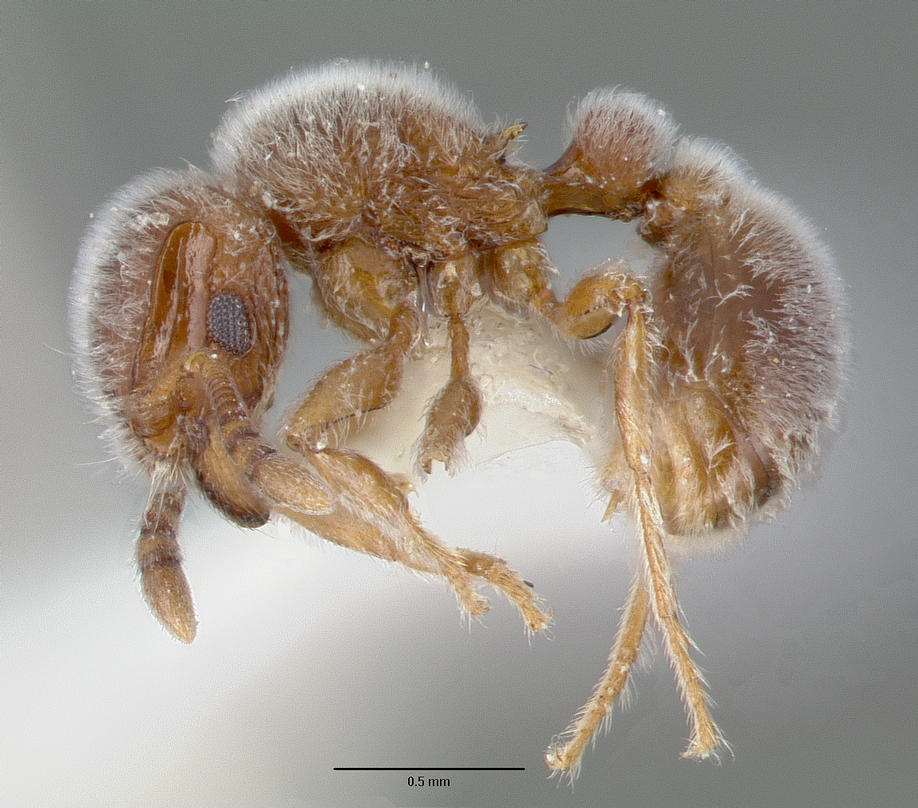
Tetramorium reptana
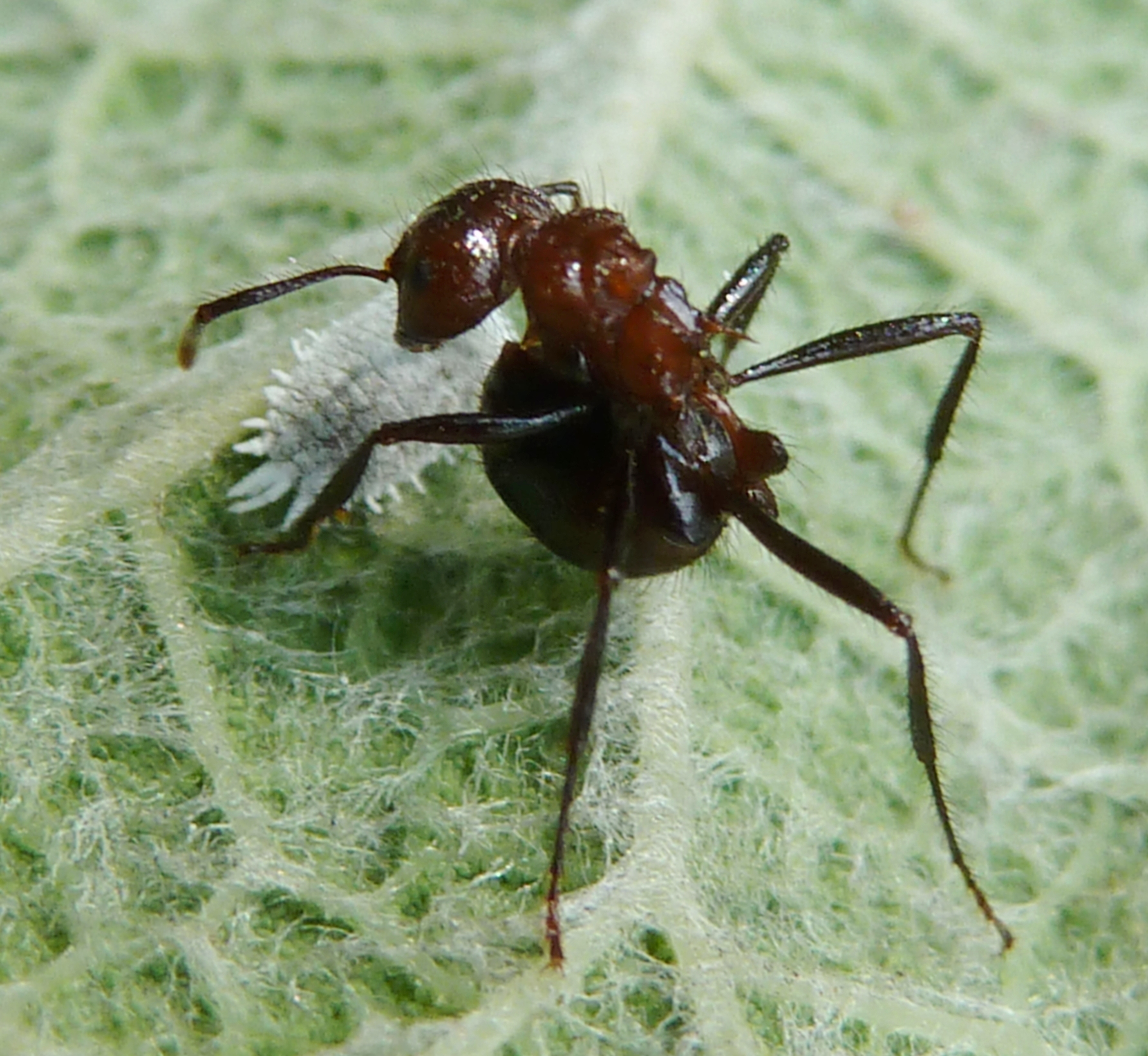
Tetramorium cuidando a una cochinilla
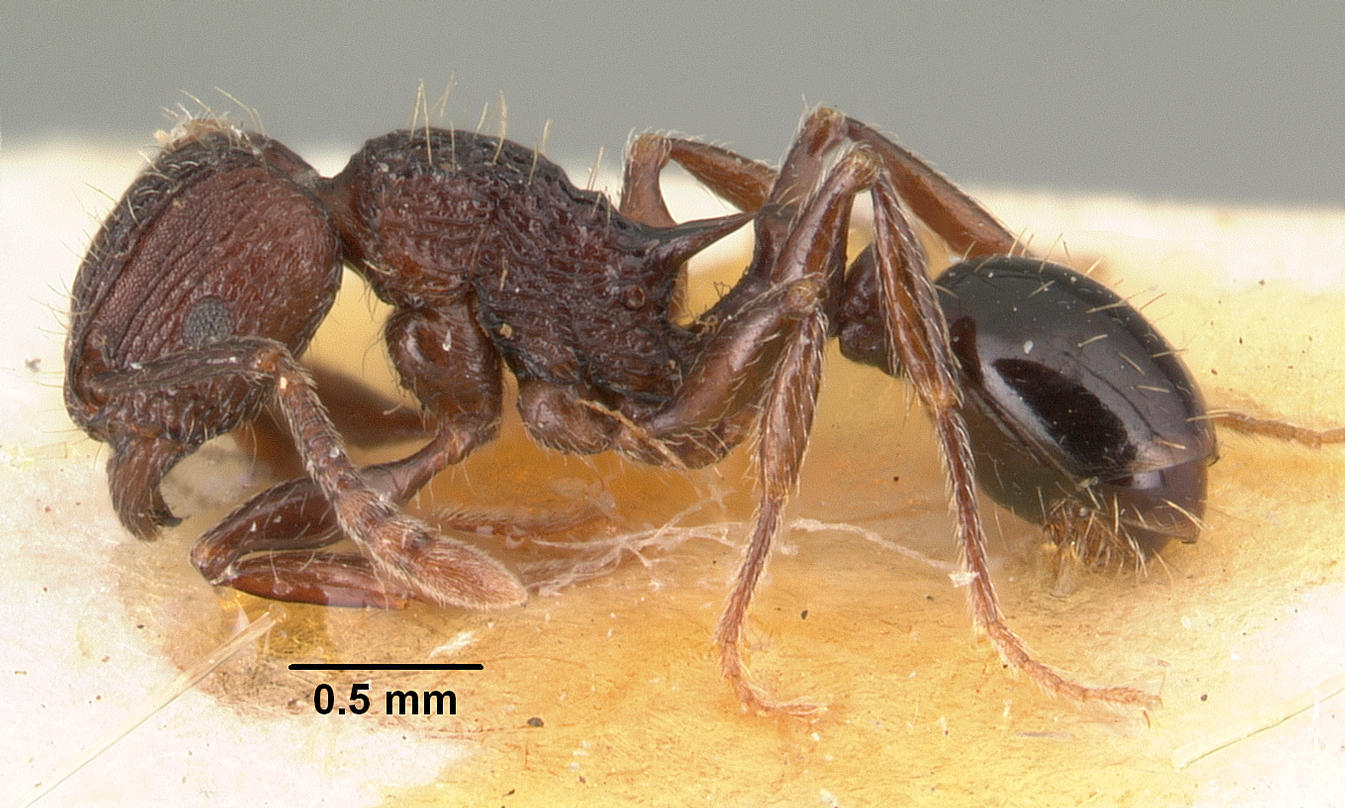
Tetramorium guineense
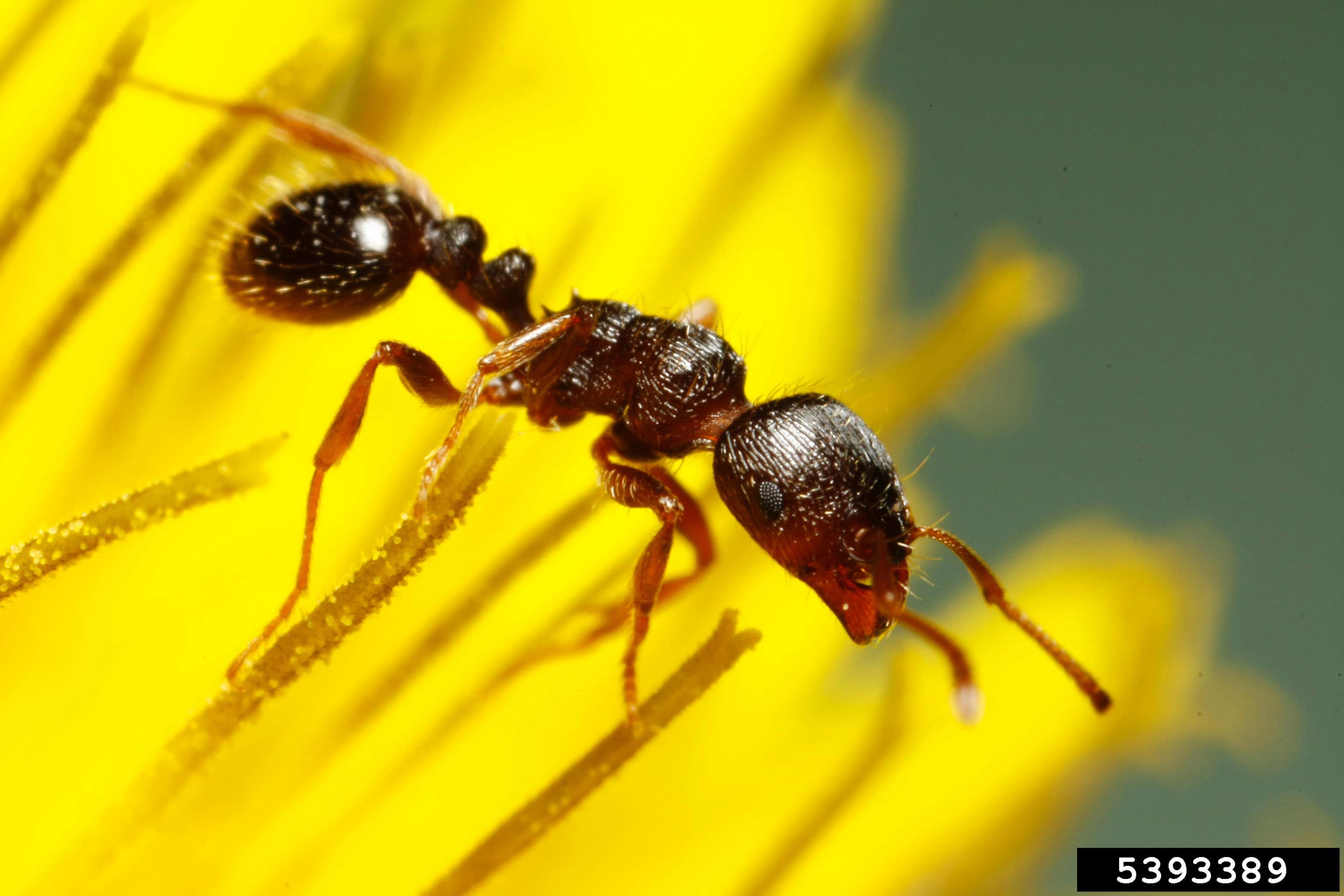
Tetramorium caespitum